# Història del rem a Catalunya
Breu història del rem a Catalunya.

## Les primeres passes

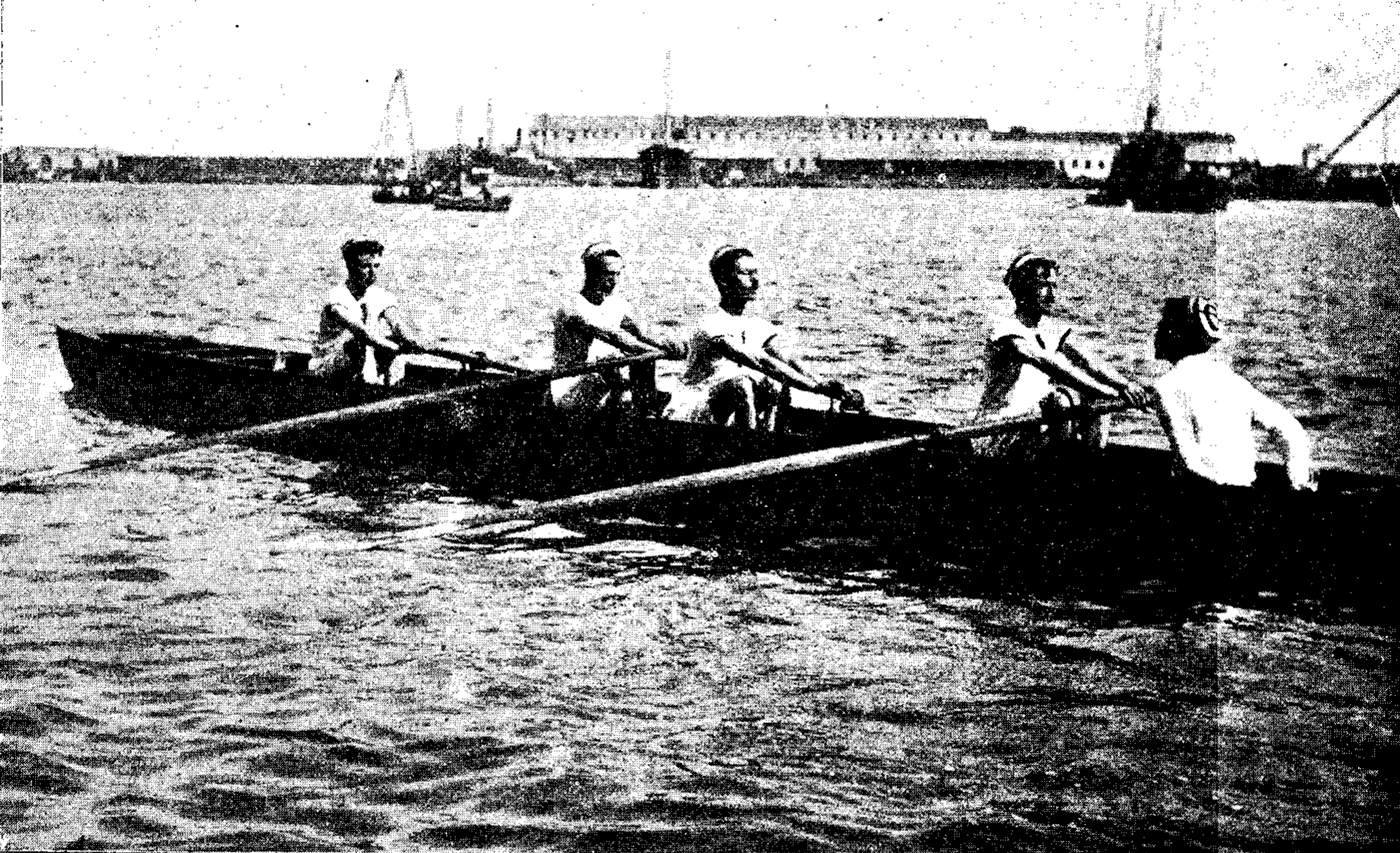
Iol Catalunya del Reial Club de Regates de Barcelona, en una regata disputada a Sant Sebastià el 1901. Tripulació de quatre amb timoner formada per Josep Fórmica-Corsi, Ricard Margarit, Antoni Vela, Joan Camps i Orestes Quintana (timoner)

La primera competició esportiva coneguda a Catalunya la trobem el 15 de juliol de 1821 amb la celebració d'una regata de rem a Barcelona. No és però fins al darrer terç del segle xix que s'introduí la pràctica del rem modern a Catalunya. Els pioners foren membres de la classe alta i burgesa de la ciutat, així com anglesos establerts a Catalunya, representants d'empreses britàniques, consignataris marítims i naviliers.
L'any 1873 va néixer la Societat de Regates. Sis anys més tard, el 1879 es fundà el Club Català de Regates, mentre que al port de Tarragona, un any abans va néixer el Club Nàutic de Tarragona (1878). Dos clubs més, el Reial Club de Regates (1881), que tenia un edifici flotant a la Porta de la Pau, i el Real Yacht Club (1879, dedicat fonamentalment a la vela), es van fusionar el 25 de gener de 1902, donant vida al Reial Club de Barcelona, que uns anys més tard, el 1913, esdevingué Reial Club Marítim de Barcelona. El Club Català de Regates es convertí en Club Nàutic (1887) i Reial Club Nàutic (1888).
El 1889, Ricard Rico, navegant en un skiff, guanyà el trofeu internacional de rem Gran Premi del President de la República Francesa disputat a Vichèi. El 1900, la federació francesa convidà el Reial Club de Regates de Barcelona a participar amb els seus remers en les proves organitzades amb motiu dels Jocs Olímpics, participant-hi el quatre amb timoner tripulat per Joan Camps, els germans Margarit, Orestes Quintana i Josep Fórmica-Corsi; i l'illenc Antoni Vela disputà la prova individual.

## Institucionalització

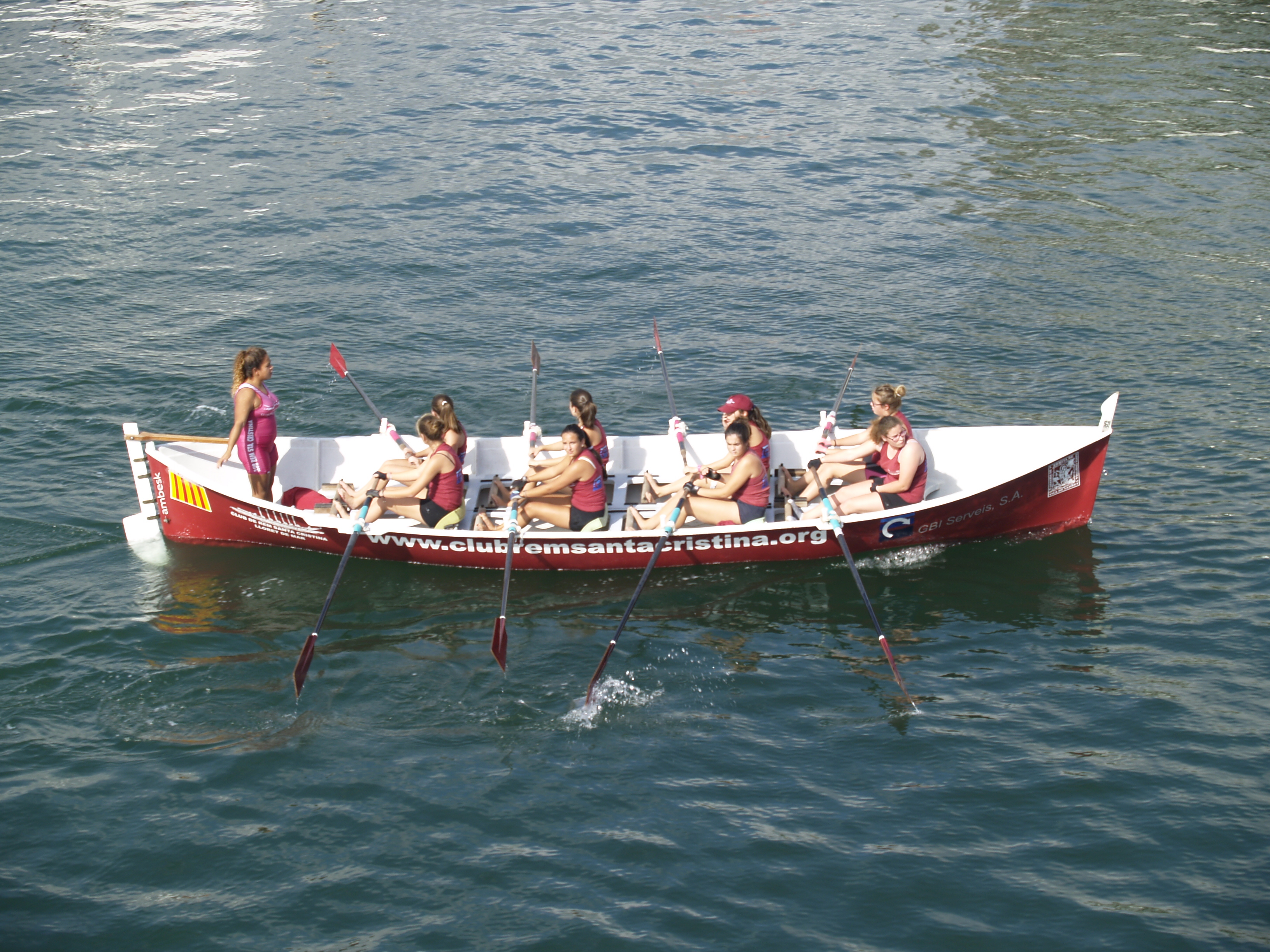
Club de Rem Sta. Cristina al Campionat de Catalunya de llagut (2015)

Durant els primers anys del segle XX nous clubs sorgiren, com el Club de Mar de Barcelona (1914), vinculat al CADCI, i el Club de Rem de Barcelona (1931), una escissió del Club de Mar. Ràpidament es feu palesa la necessitat de crear un ens superior que pogués integrar-se a la FISA (Federació Internacional) i encarregat d'organitzar l'alta competició. A instàncies del RCMB, diversos clubs de l'Estat espanyol fundaren la Federació Espanyola de Rem el 1917, amb seu al propi Marítim de Barcelona. El 1922 es creà la Federació Catalana de Rem.
El 1917 es disputa el primer Campionat de Catalunya de rem (Copa Prat de la Riba). El 1921 es disputà el primer Campionat d'Espanya de rem i els clubs catalans coparen el podi fins a l'edició del 1935. El 1922 s'organitzen a Barcelona els Campionats d'Europa de Rem, gràcies a les gestions del Club de Mar, fet que consagra la capital catalana com gran capital esportiva. Remers del RCMB disputaren les proves de quatre i vuit amb timoner dels Jocs Olímpics de París del 1924.

## La difusió del rem per Catalunya

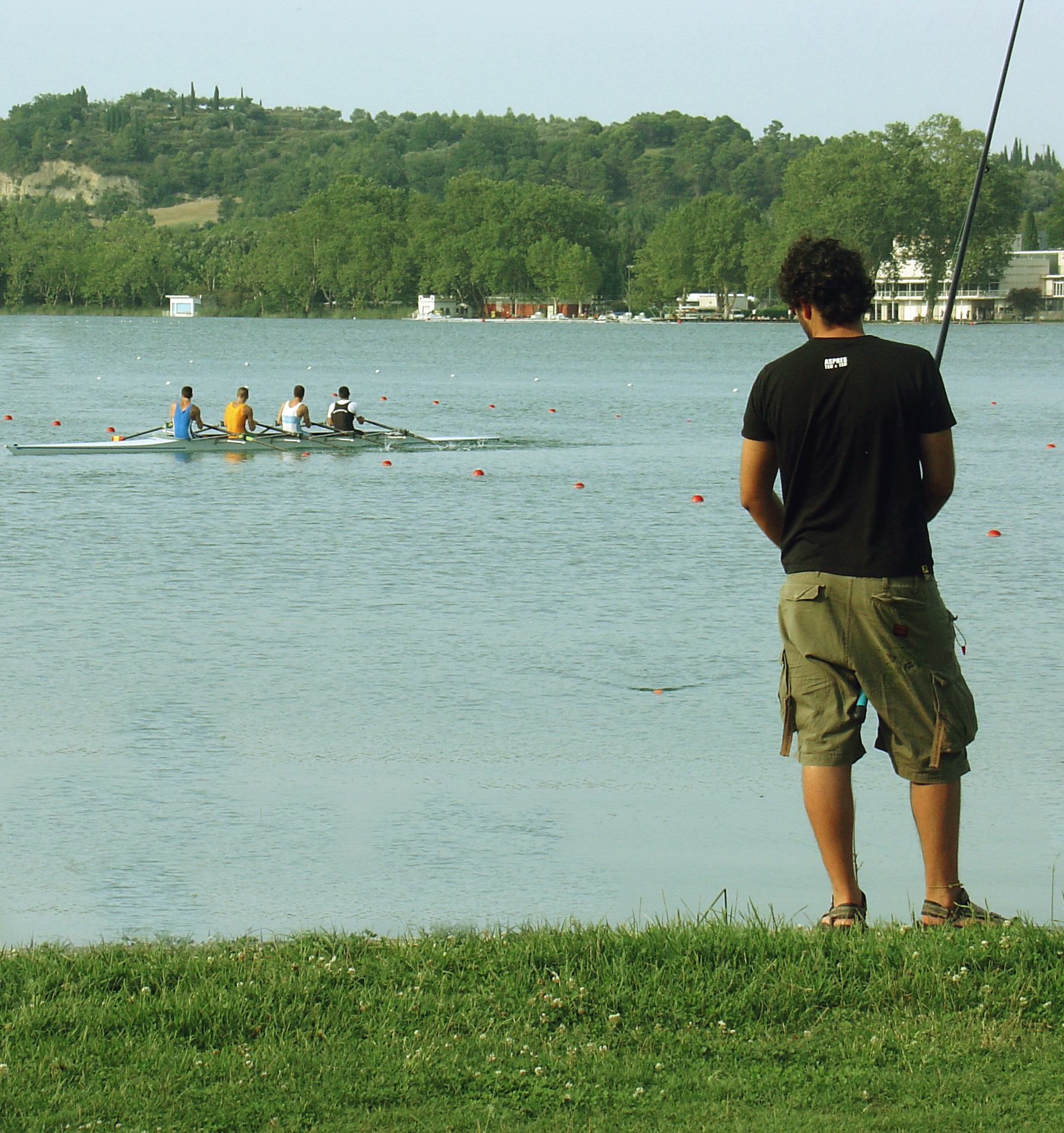
Entrenament de rem a l'Estany de Banyoles

El 1947 l'Estany de Banyoles acollí el primer campionat estatal de rem en aigües dolces, organitzat pel Club Natació Banyoles (club fundat el 1925, i que el 1958 creà la secció de rem i el 1959 la de piragüisme) i el GEiEG. A partir de la dècada de 1950, el rem també es comença a practicar a l'Ebre, on s'havien fundat el Club de Rem Tortosa (1946) i el Club Nàutic Amposta (1949). L'any 1954 s'hi organitzà el Campionat d'Espanya.
Joan Omedes, i altres remers del RCMB, participen en els Jocs de Londres de 1948 i Hèlsinki 1952. Remers, que procedien del RCMB, assoliren la medalla de bronze en la prova de quatre amb timoner del Campionat d'Europa de l'any 1951, que tenia valor de Mundial perquè fou una competició oberta, i participaren en els Jocs Olímpics de Hèlsinki de 1952 i Roma 1960. El CN Banyoles dominà en els Campionats d'Espanya durant la dècada de 1970, on el rem català assolí medalles en campionats del món: bronze en doble scull (1976); plata en vuit amb timoner (1977); bronze en skiff (1978), bronze en vuit amb timoner (1980). Fernando Climent, Luis Arteaga i Joan Carles Valls es proclamaren campions del món el 1979 amb el vuit amb timoner de la selecció espanyola. En la mateixa prova repetiren campionat del món el 1983 J. Rojí (CN Banyoles) i Alejandro Moya (Club Nàutic Amposta).
L'any 1984 l'andalús resident a Banyoles Fernando Climent conquerí la medalla de plata en dos sense timoner als Jocs de Los Angeles. El mateix any, el modest Club Nàutic Sant Carles de la Ràpita es proclamà campió d'Espanya.
L'Estany de Banyoles fou el camp de regates del rem durant els Jocs Olímpics de Barcelona del 1992) i el Campionat del Món del 2004. Acull des del 1998 un centre de tecnificació, així com Amposta, que també acull un centre de tecnificació de rem des del 1989.

## Remers destacats
| Dècada de 1900 - Ricard Margarit - Orestes Quintana - Josep Fórmica-Corsi - Antoni Vela Dècada de 1910 - Joan Camps Dècada de 1920 - Lluís Omedes I - Ricard Massana - Jaume Giralt - Joan Riba - Leandre Coll - Josep L. Lasplazas - Josep Balcells - Enric Pérez - Josep Martínez - Eliseo Morales Dècada de 1930 - Josep Prat Ferrando Dècada de 1940 - Jesús Català - Joan Omedes - Lluís Omedes II | Dècada de 1950 - Miquel Palau - Salvador Costa - Perot Massana - Francesc Gironella Dècada de 1960 - Julio López - Filibert Marcó Dècada de 1970 - Josep Pardàs - Salvador Vergés - Joan Solano - José Antonio Martí - José Rojí - Isidre Mas Dècada de 1980 - Xavier Viñolas - Joaquim Sabrià - Xavier Sabrià - Isidre Martín - Luis Miguel Oliver - Julio Oliver - José Manuel Bermúdez - Lluís Arteaga | Dècada de 1990 - Alexandre Moya - Josep Robert - Jordi Quer - Carles Front - Andreu Canals - Anna Accensi - Josep Anton Merín - David Morales Dècada de 2000 - Teresa Mas de Xaxars Dècada de 2010 - Anna Boada - Aina Cid - Àlex Sigurbjörnsson - Pau Vela |